# Parque nacional Belair

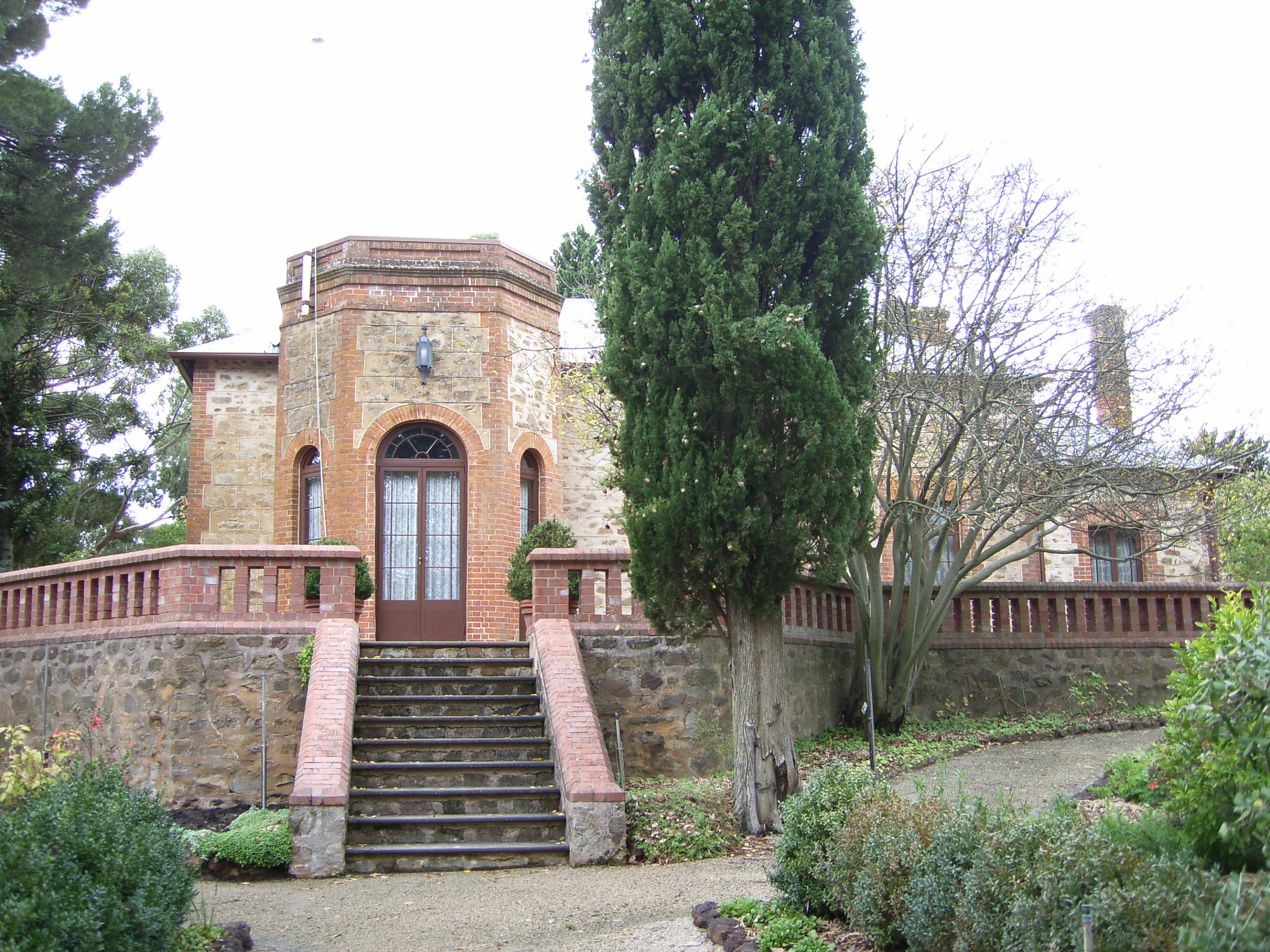
Antigua casa de gobierno de Belair.

Belair es un Parque nacional en Australia del Sur, ubicado a 16 km al sur de Adelaida. Creado en 1891, fue el primer parque nacional de Australia del Sur y el segundo de toda Australia. Es un parque urbano, su objetivo es preservar valores históricos, culturales y recreativos de la región. 
Dentro del parque se encuentra la antigua Casa de Gobierno, lujosa residencia victoriana, que puede ser visitada los domingos y días feriados.